# Michael Vornberger
Michael Vornberger (* 1. Juli 1807 in Würzburg; † 19. Mai 1894 in Würzburg) war ein deutscher Bankier.

## Leben
Vornberger war ein erfolgreicher Bankier in Würzburg.
Er war verheiratet mit Elisabeth Benkert (* 17. Mai 1804; † 14. März 1868 in Würzburg) und hatte eine Tochter, Sabina (* 24. Oktober 1839; † 6. September 1895 in Würzburg), 1862 vermählt mit dem königlichen Bezirksarzt in Würzburg, Oskar Kollmann (* 23. Januar 1839 in Buitenzorg, Java; † 6. Mai 1908 in Würzburg)
Das Königreich Bayern verkaufte Vornberger 1851 das Schloss Saaleck bei Hammelburg mit dem dazugehörigen Gutshof für 36000 Gulden. Im Jahr 1866 kam es zu einem schweren Brand, bei dem das Wirtschaftsgebäude und der Fürstenbau abbrannten. Vornberger ließ die Gebäude jedoch neu errichten. 1868 ersteigerte Vornberger für 17000 Gulden die Weinberge am Schloss. Seine Erben verkauften Schloss und Gut 1894 unmittelbar nach seinem Tod. Nach verschiedenen Besitzern kaufte es schließlich 1964 die Stadt Hammelburg.
Im Jahr 1885 – Vornberger lebte damals schon als Rentner in Würzburg – wurde ihm von der Stadt Bad Kissingen die Ehrenbürgerwürde verliehen.